# Roland d'Uytkercke

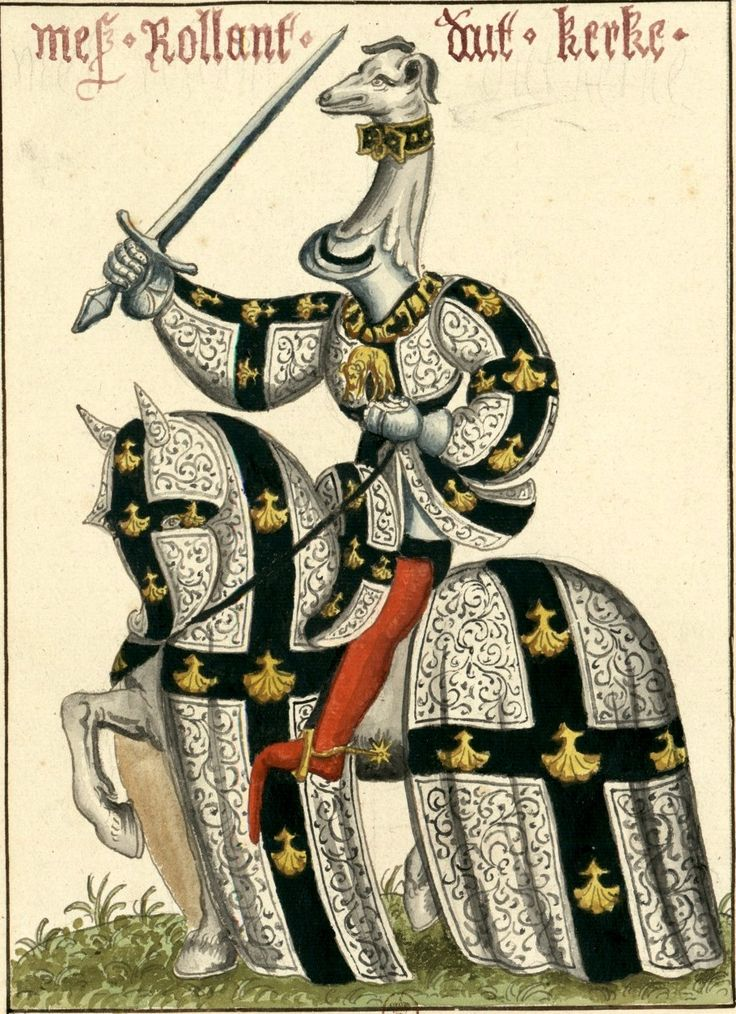
Roland von Uutkercke

Roland d'Uytkercke ou en flamand, Roeland von Uutkercke (* avant 1386, † 22 avril 1442) est un chevalier flamand, seigneur d'Heemstede, Hogenbrouck, Heestert, Hemsrode, Sijsele et Heist-op-den-Berg.
Il est le fils de Gerard d'Uytkercke (Uitkerke, aujourd’hui partie de Blankenberghe) et de Marguerite de Maldegem, dame d'Heestert.

## Biographie
C’était un vassal du duc de Bourgogne. Le 23 septembre 1408, il a combattu du côté bourguignon dans la bataille d’Othée contre des citoyens insurgés de Liège. Contrairement à son père, il a servi le duc de Bourgogne, Jean sans Peur, non seulement en tant que capitaine, mais aussi en tant que diplomate et confident. En 1410, il est devenu membre du Conseil de la Communauté. Au début, son travail consistait à trouver les moyens financiers pour les guerres du duc. Mais à la fin de 1411, il était déjà membre de la légation auprès du roi anglais Henri IV. En septembre 1412, il s’est rendu à la cour du comte de Hollande, la même année, il était capitaine de Malines. En 1414, il s’est rendu en Angleterre en tant que diplomate.
Même après le meurtre de Jean sans Peur en 1419, il est resté l’une des personnes de confiance du nouveau duc Philippe le Bon, mais aussi de la reine de France Isabeau. Il fut chargé de négocier le traité de Troyes (1420) et fut en 1423, régent l'absence du duc. En 1425/26, il s’est distingué comme chef de l’armée bourguignonne lors de la conquête du comté de Hollande. En janvier 1426, il a combattu aux côtés du duc à la bataille de Brouwershaven et, en tant que commandant de la garnison de Haarlem, qu'il défendit avec Jacob van Gaasbeek (van Abcoude) (nl) lors du siège (nl) par Jacqueline de Hainaut. En mai 1427, il devint stathouder de Hollande pour remplacer Frank van Borssele, puis de 1428 à 1430, il fut président du Conseil de Hollande, puis capitaine de Hollande et de la Frise-Occidentale et digraphe du Kennemerland. En 1422, il avait acheté à Marie d’Halewijn (Halluin) les seigneuries d'Hemsrode et d'Heemstede, il est seigneur de Hogenbrouck, Heestert et Hemsrode, lorsque le duc Philippe en 1430, lui avait offert Sijsele et Heist-op-den-Berg et l’avait fait membre fondateur de l’Ordre de la Toison d'or. Il a participé à la conférence qui a conduit au traité d'Arras de 1435.
En 1436, il a été chargé de la défense de L'Écluse quand le duc Philippe a assiégé les Anglais à Calais sans succès en 1436. Après la fin du siège, des pirates anglais ont dévasté les côtes flamandes. Lorsqu’un contingent de troupes fit fuir les habitants de Bruges, cherchant refuge à L'Écluse, Roland a fermé les portes de la ville devant les réfugiés, ce qui a provoqué une révolte des villes de Bruges et de Gand contre le duc, soulèvement qui n’a pu être pacifié qu’en 1438.
Roland d'Uutkercke fut marié à Marguerite de La Clite (†1444), fille de Colart Ier de La Clite, seigneur de Comines, et Jeanne de Waziers, veuve d’Olivier d’Halewijn (d'Hallwin ou d'Halluin), seigneur de Henserode. Avec Marguerite, il eut un fils, Johann (Jan (nl)). Celui-ci a été accusé de sodomie en 1441 et finalement exécuté et, en octobre 1441, le duc Philippe a ordonné à Roland de céder ses biens pour payer ses dettes. Roland est mort en 1442, quelques mois après le scandale, et a été enterré à l’église de Maldeghem. Son épitaphe dans l'église de Maldeghem a été perdue. Sa veuve réussit au moins à garder les seigneuries d'Hemsrode et d'Heestert dans la famille.

## Sources